# Bệnh viện Việt Pháp (Hà Nội)

## Lịch sử
Bệnh viện Việt Pháp Hà Nội vốn được chuyển nhượng từ Bệnh viện Quốc tế Hà Nội cho một công ty Pháp năm 2000. Bệnh viện Quốc tế Hà Nội là một liên doanh giữa bệnh viện Bạch Mai với một công ty của Úc.
Năm 2003, bệnh viện Việt Pháp là một trong những nơi tiếp nhận bệnh nhân cúm gia cầm cũng như SARS đầu tiên ở Việt Nam.
Năm 2005, bệnh viện được nhận Bằng khen cho các thành quả về dịch vụ chăm sóc y tế do Phòng Thương mại và Công nghiệp Việt Nam trao tặng.
Năm 2007, bệnh viện được Bằng khen của Bộ trưởng Bộ Y tế vì đạt tiêu chuẩn Bệnh viện xuất sắc toàn diện, được cấp Chứng chỉ ISO 9001:2000
Năm 2008, bệnh viện được bằng khen Bệnh viện xuất sắc toàn diện 2008
Năm 2009, bệnh viện được Giấy khen vì đã có thành tích trong hoạt động Khoa học Công nghệ năm 2008 (4/2009), bằng khen Bệnh viện xuất sắc toàn diện 2009
Tháng 7 năm 2010, bệnh viện được Chứng chỉ Hệ thống Quản lý Chất lượng ISO 9001:2008 do QUACERT cấp cho thời gian 3 năm.
Năm 2004, 2005, 2009 và 2009 là bốn lần viện nhận giải thưởng Rồng vàng do Thời báo Kinh tế Việt Nam phối hợp cùng với Phòng Đầu tư nước ngoài thuộc Bộ Kế hoạch và Đầu tư tổ chức nhằm quảng bá hình ảnh và kinh nghiệm trong lĩnh vực đầu tư nước ngoài tại Việt Nam.

## Các khoa
- Lâm sàng
  - Cận lâm sàng
    - Dược
    - Chẩn đoán hình ảnh
    - Xét nghiệm
    - Vật lý trị liệu
- Gây mê, hồi sức
- Tim mạch
- Nha khoa, chỉnh nha
- Da liễu, hoa liễu
- Tai-Mũi-Họng
- Tiêu hoá
- Nội đa khoa
- Phẫu thuật thần kinh
- Nội thần kinh
- Mắt
- Chấn thương & chỉnh hình
- Nhi khoa
- Hô hấp & dị ứng
- Sản khoa & phụ khoa
- Tư vấn tâm lý & tâm thần
- Tiết niệu
- Phẫu thuật ổ bụng
- Chẩn đoán hình ảnh

## Bảo hiểm y tế
Bệnh viện Việt Pháp Hà Nội có hợp tác bảo hiểm với nhiều công ty bảo hiểm lớn trong Việt Nam và quốc tế, trong đó có thỏa thuận thanh toán trực tiếp với 41 công ty bảo hiểm y tế và 7 công ty hỗ trợ.

## Các giám đốc bệnh viện
- ?-15/1/2010: Philippe Biberson
- 15/1/2010-nay: Paul Teniere[5]

## Đánh giá
Lưu ý: phân biệt bệnh viện Việt Pháp Hà Nội (L’Hôpital Français de Hanoi - HFH) với bệnh viện Pháp Việt (Franco-Vietnamese Hospital) thường được gọi tắt là bệnh viện FV ở 6 Nguyễn Lương Bằng, Nam Sài Gòn (Phú Mỹ Hưng), Quận 7, Thành phố Hồ Chí Minh